# Russula caerulea
Russula caerulea é um fungo que pertence ao gênero de cogumelos Russula na ordem Russulales. Foi descrito cientificamente por Christian Hendrik Persoon em 1801.